# Neil Rock
Neil Alan Rock (* 24. September 2000 in Dublin, Irland) ist ein irischer Cricketspieler, der seit 2021 für die irische Nationalmannschaft spielt.

## Kindheit und Ausbildung
Rock war Teil der irischen Vertretung bei der ICC U19-Cricket-Weltmeisterschaft 2018.

## Aktive Karriere
Rock gab sein First-Class-Debüt für die Northern Knights in der Saison 2018. Sein Twenty20-Debüt in der Nationalmannschaft im August 2021 gegen Simbabwe. Er wurde dann für den ICC Men’s T20 World Cup 2021 nominiert und spielte dabei in allen drei Spielen. Im Januar 2022 gab er in den West Indies sein ODI-Debüt. Jedoch kam er dann erst im Jahr 2023 wieder zurück ins Twenty20-Team, wobei er im Juli bei der Europa-Qualifikation für die kommende Twenty20-Weltmeisterschaft 36 Runs gegen Österreich erzielte. Im Jahr darauf wurde er für den ICC Men’s T20 World Cup 2024 nominiert.